# Gerhard Heinzelmann

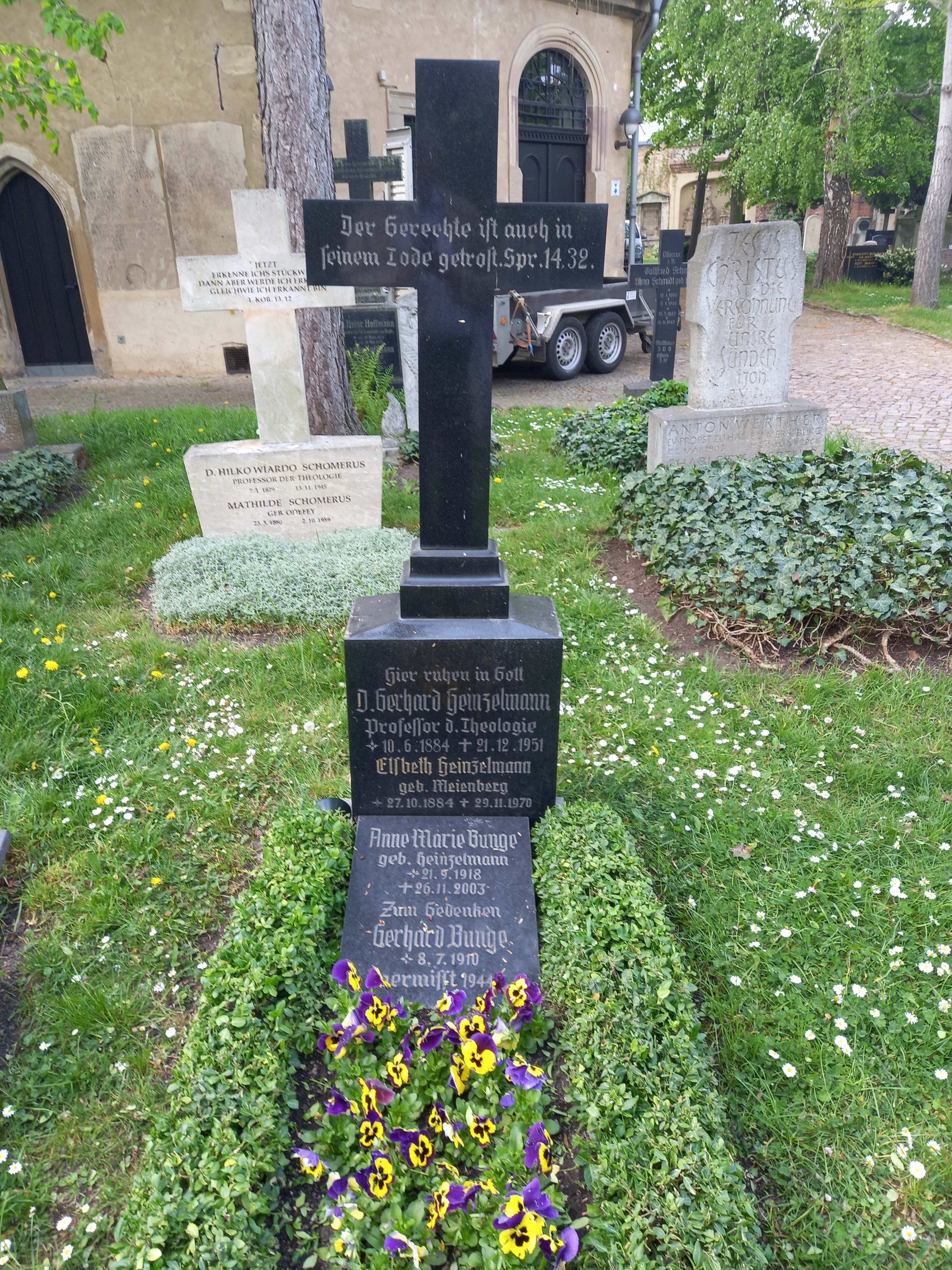
Grab von Gerhard Heinzelmann und seiner Ehefrau Elsbeth geborene Meienberg im Familiengrab auf dem evangelischen Laurentiusfriedhof in Halle

Gerhard Otto Heinzelmann (* 10. Juni 1884 in Coswig (Anhalt); † 21. Dezember 1951 in Halle (Saale)) war ein deutscher evangelischer Theologe, Hochschullehrer und Rektor der Universität Basel (Schweiz).

## Leben
Heinzelmann legte das Abitur 1902 am Gymnasium Bernburg ab und studierte Evangelische Theologie an den Universitäten in Tübingen, Halle, Berlin und wieder Halle. Nach den theologischen Examina, die Heinzelmann wiederum in Dessau ablegte, war er von 1907 bis 1910 als Inspektor am theologischen Studentenstift an der Georg-August-Universität Göttingen tätig. In Tübingen, Halle und Göttingen wurde er Mitglied der dortigen Wingolfsverbindungen. 1918 wurde er ebenso Mitglied der befreundeten Verbindung Schwizerhüsli Basel.
1910 wurde Heinzelmann die Lizentiatur der Theologie mit einer Arbeit zum Werk Wilhelm Wundts verliehen, und er habilitierte sich im gleichen Jahr für das Fach Neues Testament. Nach einigen kurzen Anstellungen in Göttingen wurde er 1914 zum außerordentlichen Professor in Basel berufen. Bevor er diese Stelle annahm, war er 1914 kurzzeitig als Krankenpfleger im deutschen Heer tätig, da er es als seine patriotische Pflicht ansah, einen Beitrag zu leisten. Von Herbst 1914 bis 1916 war er allerdings vom Heer beurlaubt, um seiner Lehrverpflichtung in Basel nachkommen zu können. 
Da er meinte, seiner Pflicht nicht Genüge getan zu haben, war Heinzelmann 1917 als Lazarettpfarrer in Kurland, Litauen und Berlin tätig, wurde aber im August 1917 nach Basel zurückbeordert. Dort wurde er 1918 zum ordentlichen Professor ernannt und 1927 zum Rektor gewählt. 1929 übernahm er den Lehrstuhl für Dogmatik und Neues Testament an der Theologischen Fakultät der Universität Halle. Diesen hatte er bis zu seinem Tod 1951 inne.
Heinzelmann leitete während des Krieges als einziges Mitglied des Kuratoriums das Tholuckkonvikt und war eines der letzten Mitglieder des Spirituskreises, ehe dieser der Zwangsauflösung zum Opfer fiel. In der Zeit des Nationalsozialismus war Heinzelmann Förderndes Mitglied der SS.
Heinzelmann, der schon seit 1931 den Vorsitz im provinzialsächsischen Zweigverein des Gustav-Adolf-Vereins innegehabt hatte, übernahm 1944 auch die Präsidentschaft im Zentralverein.
Nach Kriegsende wurde er 1946 Mitglied der CDU.

## Publikationen
- Der Begriff der Seele und die Idee der Unsterblichkeit bei Wilhelm Wundt J.D.B. Mohr (Paul Siebeck), Tübingen 1910 (Lizentiatsarbeit)
- Animismus und Religion: Eine Studie zur Religionspsychologie der primitiven Volker. C. Bertelsmann, Göttingen 1913.
- Die Stellung der Religion im modernen Geistesleben. Verlag d. Basler Missionsbuchhandlung, Basel 1919.
- Der Weg zum Selbst. Oranien-Verlag, 1922.
- Kirchliche Gemeinschaft und Volksgemeinschaft. H. Beyer, 1926.
- Schleiermachers Lehre von der Kirche. Max Niemeyer, 1934.